# Susanne Aalto
Susanne Aalto   (Eskilstuna, 28 de novembre de 1964) és una professora sueca de radioastronomia geodèsica a l'Observatori Espacial Onsala al departament d'Espai, Terra i Medi Ambient de la Universitat Tecnològica de Chalmers. És professora de radioastronomia des de l'any 2013. Entre 1994 i 1999, va completar els seus estudis de postdoctorat a l'Observatori Steward de la Universitat d'Arizona i a Caltech als Estats Units d'Amèrica.
El 1999, Aalto va rebre el Premi Albert Wallin de la Royal Society for Science and Knowledge a Göteborg, Suècia. Investiga l'evolució i el moviment de les galàxies mitjançant radiotelescopis i la radiació de les molècules.

## Joventut i educació
Aalto va néixer el 28 de novembre de 1964 a Eskilstuna, Suècia. El 1994, es va convertir en la primera dona doctorada en radioastronomia de Suècia amb una dissertació sobre la radiació de les molècules com una manera d'estudiar les galàxies que formen moltes estrelles simultàniament (galàxies d'esclat d'estrelles).